# Gare de Vernaison
La gare de Vernaison est une gare ferroviaire française de la ligne de Moret - Veneux-les-Sablons à Lyon-Perrache. Elle est située sur le territoire de la commune de Vernaison dans la métropole de Lyon en région Auvergne-Rhône-Alpes.
C'est une halte voyageurs de la Société nationale des chemins de fer français (SNCF) desservie par des trains TER Auvergne-Rhône-Alpes qui effectuent des missions entre Lyon-Perrache et Givors-Ville par la rive droite du Rhône.

## Situation ferroviaire
Établie à 161 m d'altitude, la gare de Vernaison est située au point kilométrique (PK) 546,055 de la ligne de Moret-Veneux-les-Sablons à Lyon-Perrache, entre les gares ouvertes de Grigny-le-Sablon (s'intercalent les gares fermées de Grigny et de La Tour-de-Millery) et d'Irigny-Yvours.

## Histoire
En 2022, selon les estimations de la SNCF, la fréquentation annuelle de la gare est de 94 268 voyageurs.

## Service des voyageurs

### Accueil
La halte SNCF est un point d'arrêt non géré (PANG) à entrée libre avec deux quais. Elle est équipée d'automates pour l'achat des titres de transport.

### Desserte

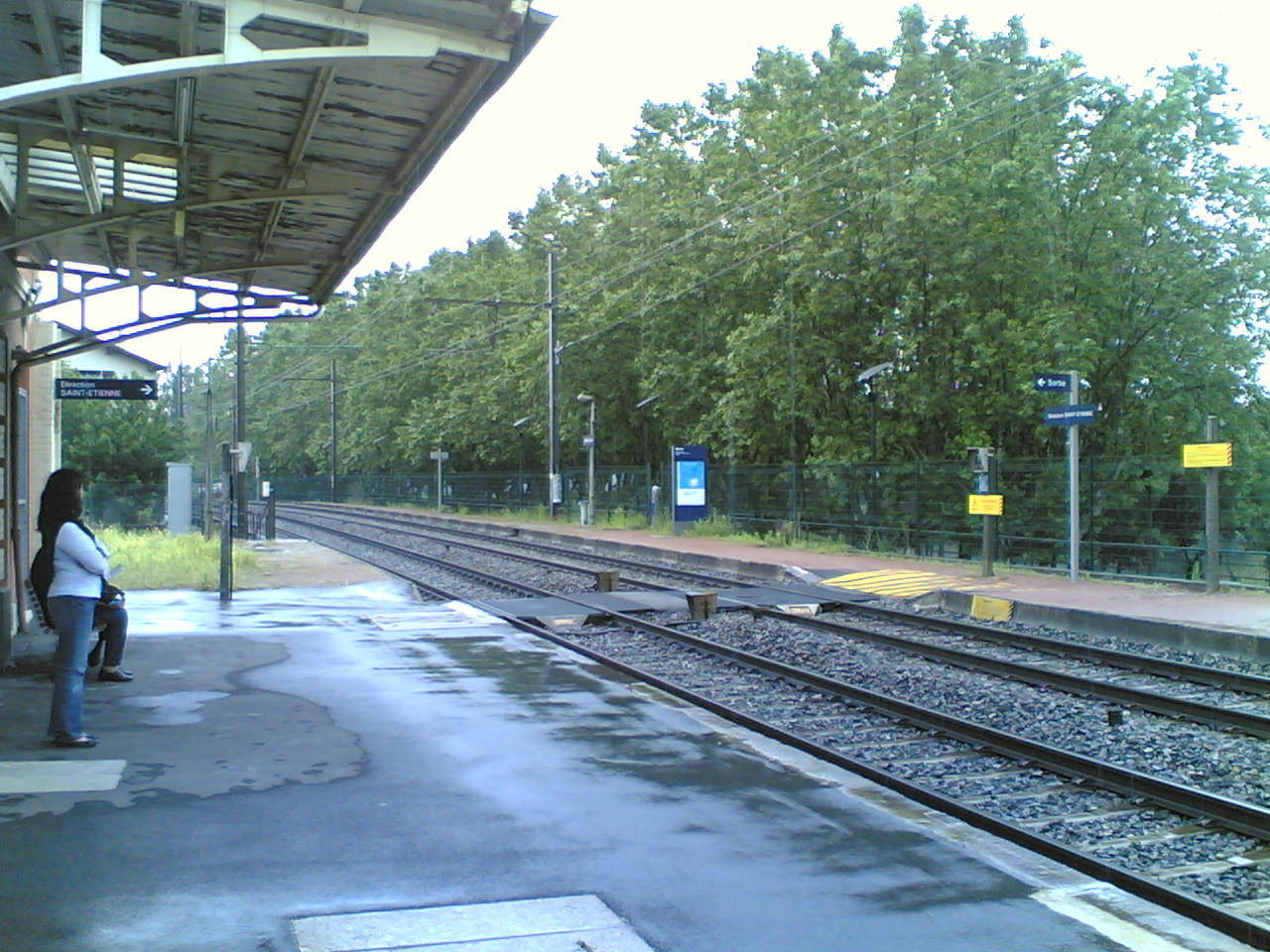
L'intérieur de la gare.

Vernaison est desservie par des trains TER Auvergne-Rhône-Alpes qui effectuent des missions entre Lyon-Perrache, Givors-Ville, Saint-Étienne-Châteaucreux et Firminy.

### Intermodalité
Un parc pour les vélos et un parking y sont aménagés.